# Olga Shishigina
Olga Vassilievna Shishigina (en russe : Ольга Васильевна Шишигина), née le 23 décembre 1968 à Alma-Ata, en RSS kazakhe (Union soviétique) est une athlète soviétique puis russe du Kazakhstan qui a pratiqué le 100 mètres haies.
Elle est l'une des deux seules athlètes kazakhes de l'histoire, hommes et femmes confondus, à avoir remporté un titre mondial ou olympique (l'autre étant Olga Rypakova en 2012).

## Carrière
En 1995, elle est médaillée d'argent aux championnats du monde d'athlétisme en salle sur 60 m haies et aux championnats du monde de Göteborg sur 100 m haies, derrière l'Américaine Gail Devers.
Un contrôle antidopage positif en 1996 l'éloigne de la compétition pendant deux ans. En 1999, elle revient brillamment à la compétition en emportant le titre mondial en salle sur 60 m haies. Détentrice du meilleur temps de la saison estivale (12 s 47), elle est la favorite des championnats du monde de Séville sur 100 m haies mais ne se classe que quatrième en finale.
C'est en 2000 que la Russe du Kazhakhstan atteint les sommets. Elle remporte le titre olympique à la surprise générale en 12 s 65, profitant de la blessure de Gail Devers.
L'année d'après, elle ajoute à son palmarès une médaille de bronze aux mondiaux d'Edmonton avant de mettre un terme à sa carrière.

## Palmarès
| Date | Compétition                    | Lieu      | Résultat | Épreuve     | Temps   |
| ---- | ------------------------------ | --------- | -------- | ----------- | ------- |
| 1995 | Championnats du monde en salle | Barcelone | 2e       | 60 m haies  | 7 s 92  |
| 1995 | Championnats du monde          | Göteborg  | 2e       | 100 m haies | 12 s 80 |
| 1999 | Championnats du monde en salle | Maebashi  | 1re      | 60 m haies  | 7 s 86  |
| 1999 | Championnats du monde          | Séville   | 4e       | 100 m haies | 12 s 51 |
| 2000 | Jeux olympiques                | Sydney    | 1re      | 100 m haies | 12 s 65 |
| 2001 | Championnats du monde en salle | Lisbonne  | 4e       | 60 m haies  | 7 s 96  |
| 2001 | Championnats du monde          | Edmonton  | 3e       | 100 m haies | 12 s 58 |

## Records
| Épreuve     | Temps        | Lieu    | Date            |
| ----------- | ------------ | ------- | --------------- |
| 60 m haies  | 7 s 82 (AR)  | Liévin  | 21 février 1999 |
| 100 m haies | 12 s 44 (AR) | Lucerne | 27 juin 1995    |